# استثناء (فیلم ۲۰۱۶)
استثناء (به انگلیسی: The Exception) فیلمی محصول سال ۲۰۱۶ و به کارگردانی دیوید لوو است. در این فیلم بازیگرانی همچون لیلی جیمز، جای کورتنی، جانت مک‌تیر، کریستوفر پلامر، بن دنیلز، ادی مارسن، آنتون لسر، مارک دکستر و مارتین ساویج ایفای نقش کرده‌اند.